# Gabdulla Tukaj

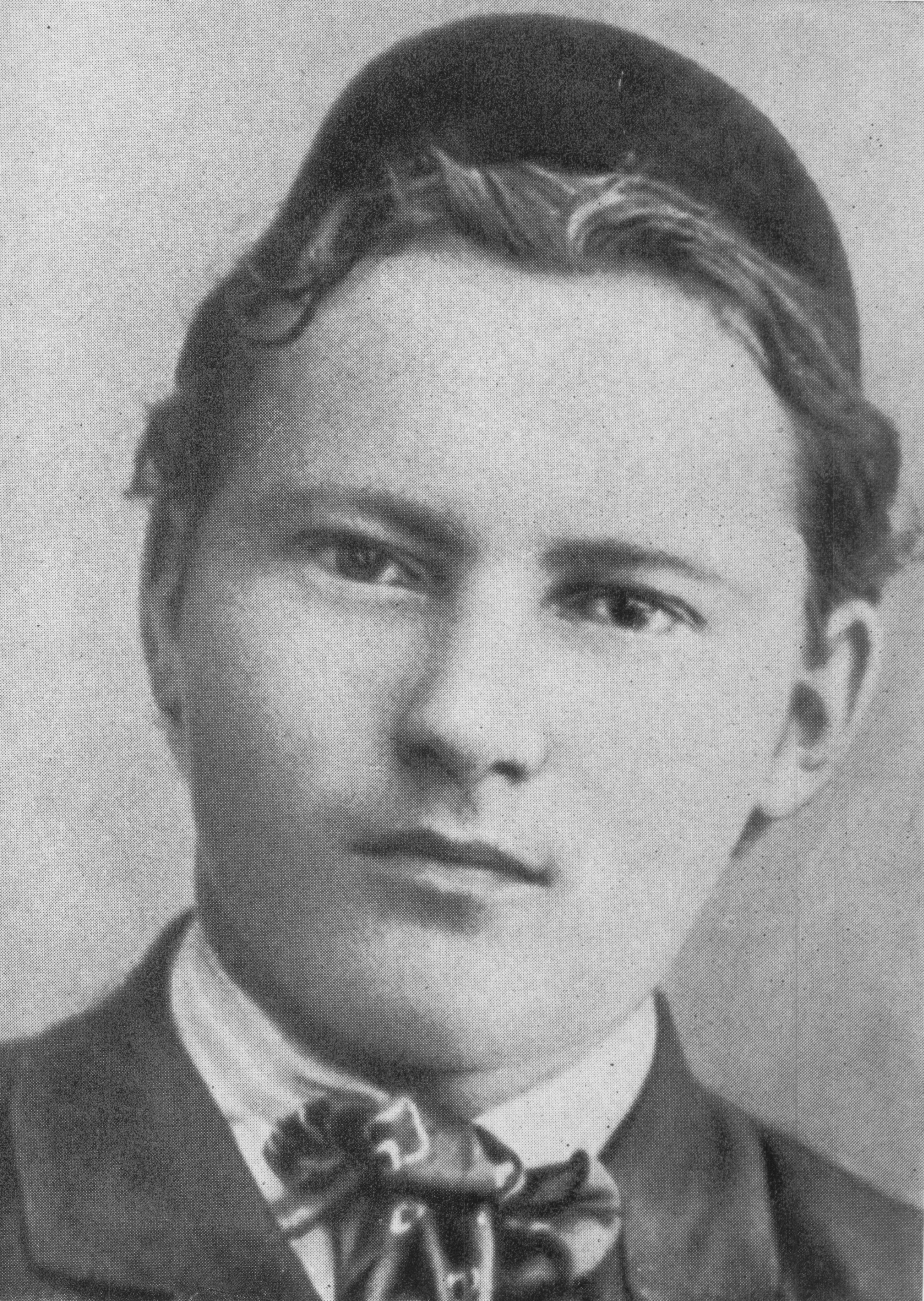
Gabdulla Tukaj

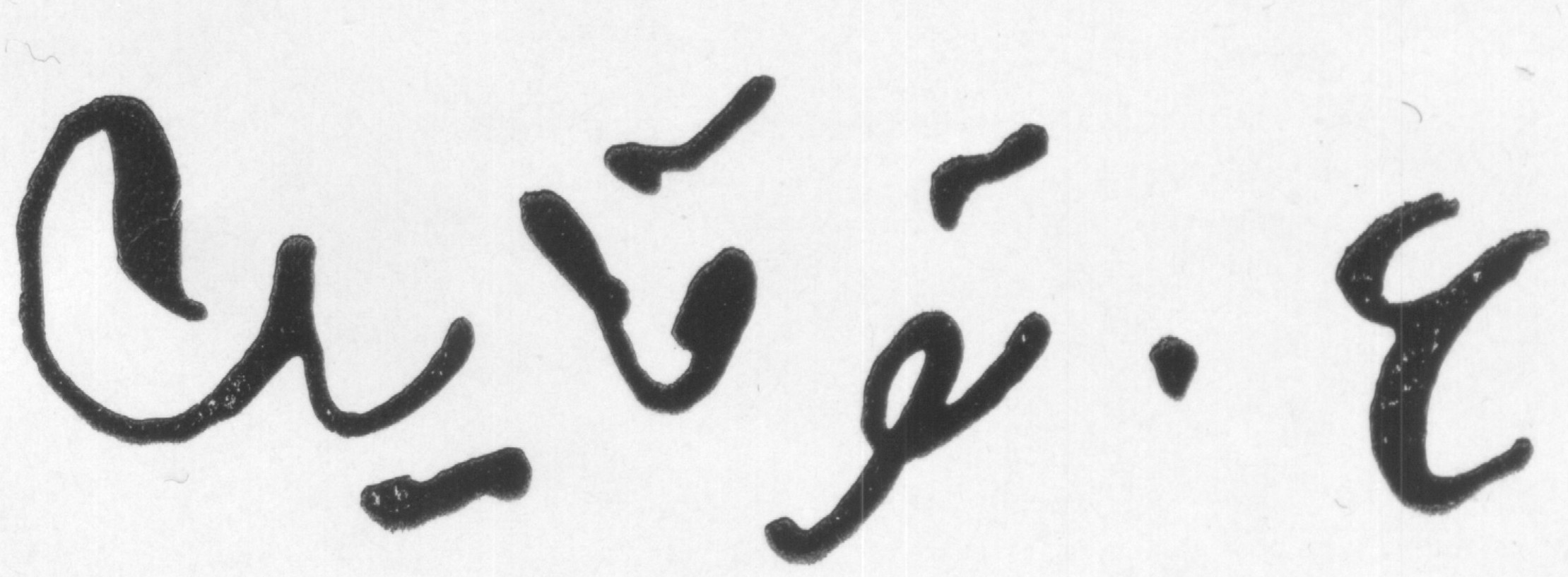
Tukajs Unterschrift

Gabdulla Muchamedgarifowitsch Tukaj (tatarisch Габдулла Мөхәммәтгариф улы Тукай / Тукаев; Ğabdulla Möxəmmətğarif ulı Tuqay / Tuqayev; * 14.jul. / 26. April 1886greg. in Kuschlautsch bei Arsk; † 2.jul. / 15. April 1913greg. in Kasan) war ein tatarischer Volksdichter, Literaturkritiker, Essayist und Übersetzer.

## Leben
Beide Eltern verstarben, als er noch ein Kind war. Mit neun Jahren lebte er in Uralsk, lernte in Koranschulen und besuchte die russische Schule. Ab 1905 arbeitete er als Schriftsetzer und veröffentlichte später in Zeitungen und Zeitschriften (El Marsa-Jadida) Gedichte und Satiren. 1907 machte er in Kasan die Bekanntschaft von demokratisch gesinnten Schriftstellern wie Xösäyen Yamaşev und Ğäliäsğar Kamal, mit denen er die satirische Zeitschrift Yaşen (1908–1909) herausgab, in der er die zaristische Regierung, die nationalistische Bourgeoisie und den Klerus auch in Gedichten geißelte. Zudem übersetzte er Puschkin, Lermontow, Maikow, Pleschtschejew, Polonski, Kolzow, Nikitin und Tolstoi ins Tatarische.
Tukaj wird oft als der Begründer der modernen tatarischen Literatur und der neuen tatarischen Literatursprache bezeichnet.

## Ehrungen
- 1986 wurde das Ğabdulla-Tukaj-Literatur-Museum in Kasan eröffnet. Neben seiner Totenmaske sind Erinnerungsstücke, Fotografien, Veröffentlichungen, Artikel in Zeitungen und Zeitschriften und Dokumente seitens ihn umgebenden Personen zu sehen.[2]
- In Sankt Petersburg erinnert ein Denkmal an den Dichter.
- Straßen, Plätze und eine U-Bahn-Station (Metro Kasan) sind nach ihm benannt.
- Seinen Namen trägt ein Staatspreis für literarische Werke und Kunstwerke.